# Tadaksahak
Tadaksahak ist eine im nördlichen Mali um Ménaka von ca. 100.000 Menschen (Stand 2007, Tendenz steigend) gesprochene Songhai-Sprache. 
Es ist nahe verwandt mit dem Tihishit-Dialekt Tagdal (Niger) sowie mit den Sprachen Tasawaq (Niger) und Korandje (Algerien).